# Nuoro (stacja kolejowa)
Nuoro (włoski: Stazione di Nuoro) – stacja kolejowa w Nuoro, w prowincji Nuoro, w regionie Sardynia, we Włoszech. Stanowi stację końcową dla linii Macomer – Nuoro.
Według klasyfikacji RFI posiada kategorię srebrną.

## Historia
Historia kolei w Nuoro rozpoczęła się w ostatnich latach XIX wieku: po odcięciu (ostre protesty wśród miejscowej ludności) od sieci kolejowej Compagnia Reale delle Ferrovie Sarde, miasto w 1889 roku uzyskało połączenie koleją wąskotorową z Macomer i główną linią Sardynii, jak również poprzez Chilivani od 1893 do 1969. roku Wraz z otwarciem linii Nuoro-Macomer otwarto pierwszą stację kolejową w mieście, zbudowaną w miejscu, gdzie obecnie znajduje się Piazza Italia.
W latach pięćdziesiątych, w ramach planu modernizacji kolei wąskotorowej na Sardynii, dokonano kilka zmian na trasie Nuoro-Macomer, a samą stację zdecydowano przenieść na via Lamarmora, trochę mniej niż km od oryginalnej stacji. Nowa stacja, zbudowana przez Ferrovie Complementari della Sardegna, została otwarta 12 maja 1958. Następnie kierownictwo stacji przeszło do Ferrovie della Sardegna (w wyniku połączenia z FCS Strade Ferrate Sarde) w 1989 roku, firma, która w 2008 roku zmieniła nazwę na ARST Gestione FdS, która została wchłonięta przez obecnego zarządcę stacji w 2010. Na początku nowego tysiąclecia przeprowadzono również przebudowę stacji, tworząc węzeł przesiadkowy.

## Linie kolejowe
- Macomer – Nuoro